# Cava de' Tirreni
Cava de' Tirreni is een gemeente in de Italiaanse provincie Salerno (regio Campanië) en telt 53.229 inwoners (31-12-2004). De oppervlakte bedraagt 36,3 km², de bevolkingsdichtheid is 1442,4 inwoners per km².
De volgende frazioni maken deel uit van de gemeente: Annunziata, Alessia, Badia di Cava, San Cesareo, Castagneto, Dupino, Maddalena, Marini, Li Curti, Passiano, Pianesi, Pregiato, Rotolo, Sant'Arcangelo, San Lorenzo, Santa Lucia, San Nicola, Santa Maria del Rovo, San Pietro, Santi Quaranta

## Demografie
Cava de' Tirreni telt ongeveer 17753 huishoudens. Het aantal inwoners steeg in de periode 1991-2001 met 0,2% volgens cijfers uit de tienjaarlijkse volkstellingen van ISTAT.
| Jaar | Inwoneraantal |
| ---- | ------------- |
| 1991 | 52.502        |
| 2001 | 52.616        |

## Geografie
De gemeente ligt op ongeveer 180 m boven zeeniveau.
Cava de' Tirreni grenst aan de volgende gemeenten: Baronissi, Maiori, Mercato San Severino, Nocera Superiore, Pellezzano, Roccapiemonte, Salerno, Tramonti, Vietri sul Mare.

## Afbeeldingen

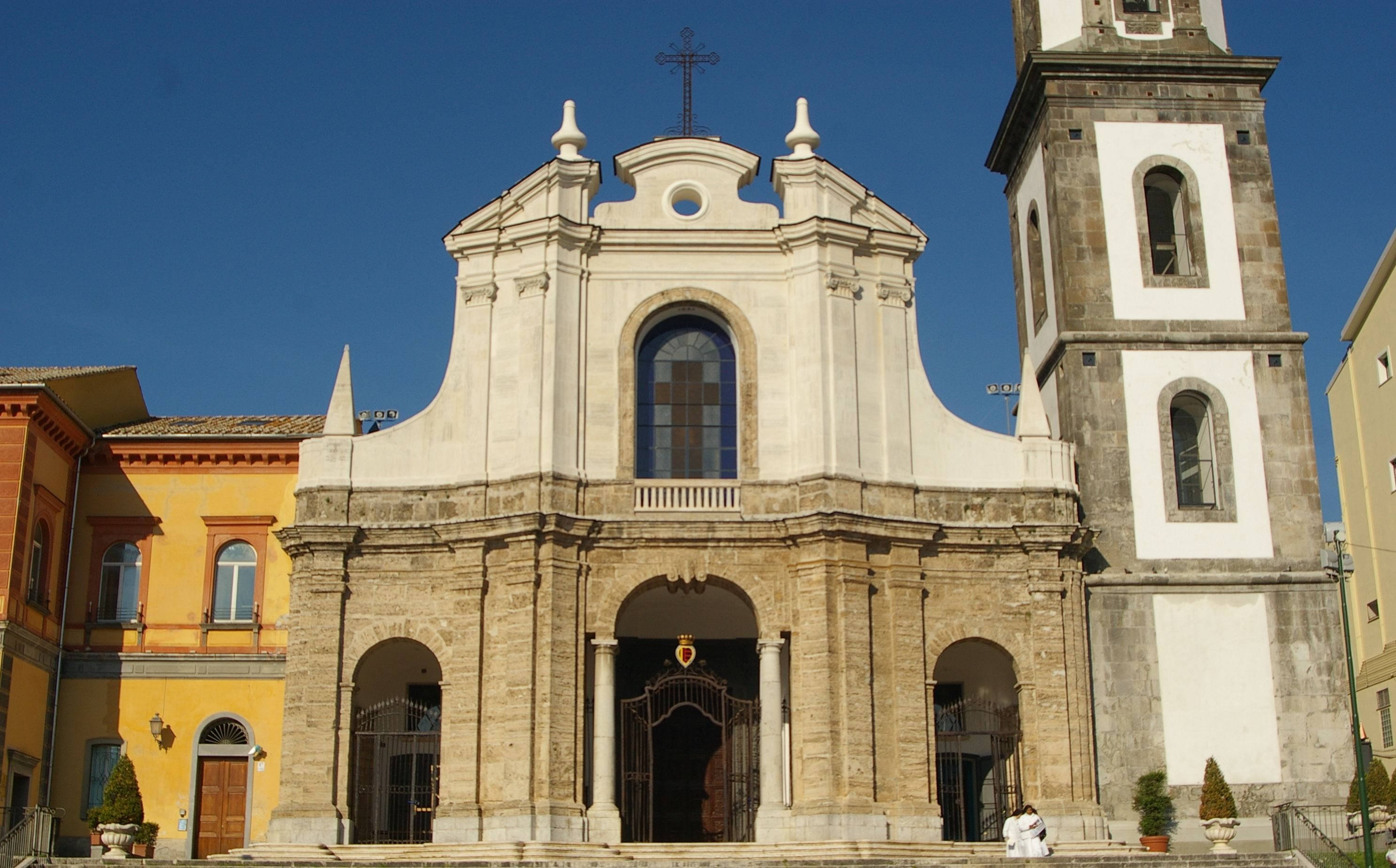
Gevel van het heiligdom van St. Franciscus en St. Anthony
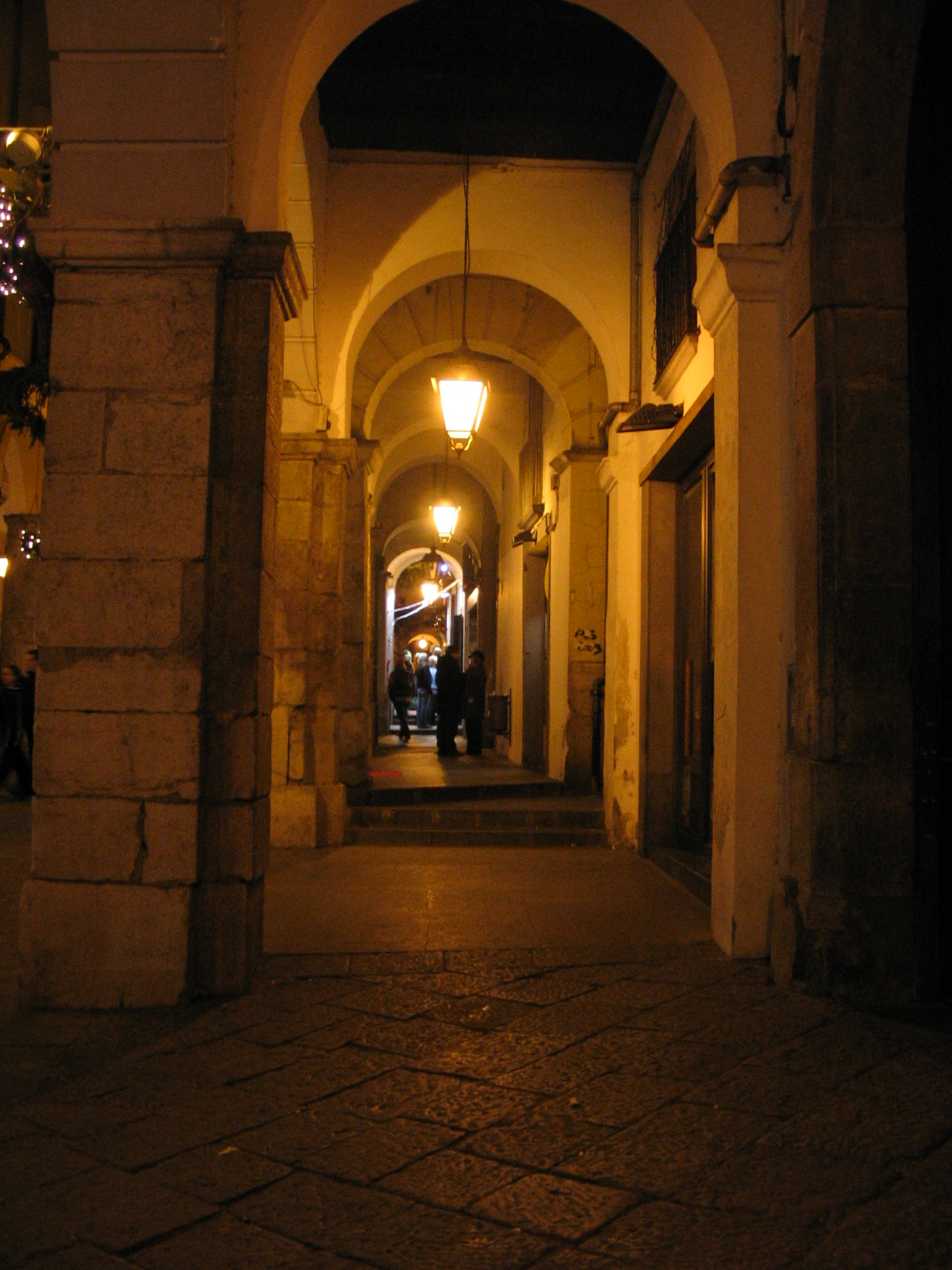
Arcades vanBorgo Scacciaventi
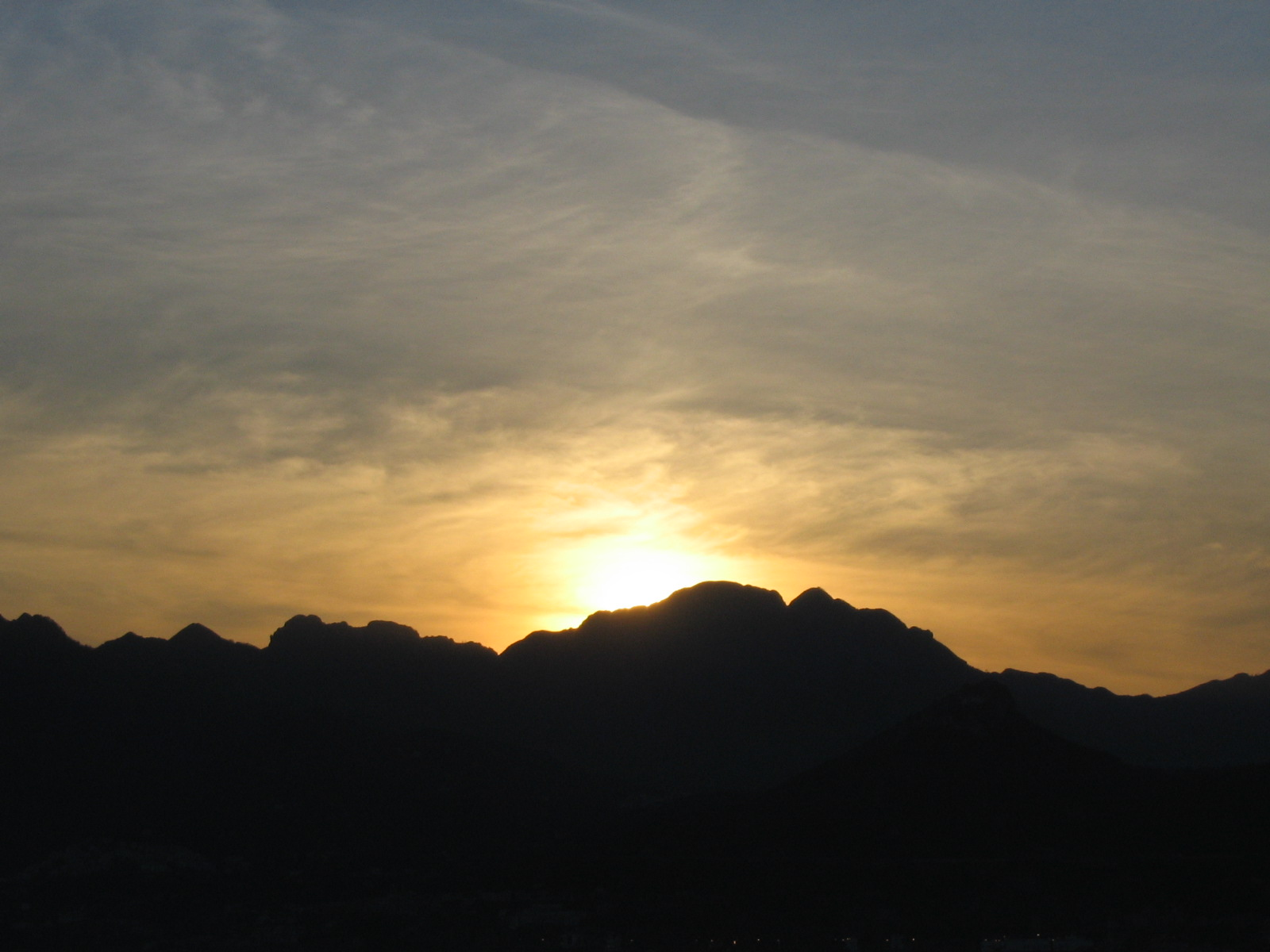
De zonsondergang achter van Monte Finestra
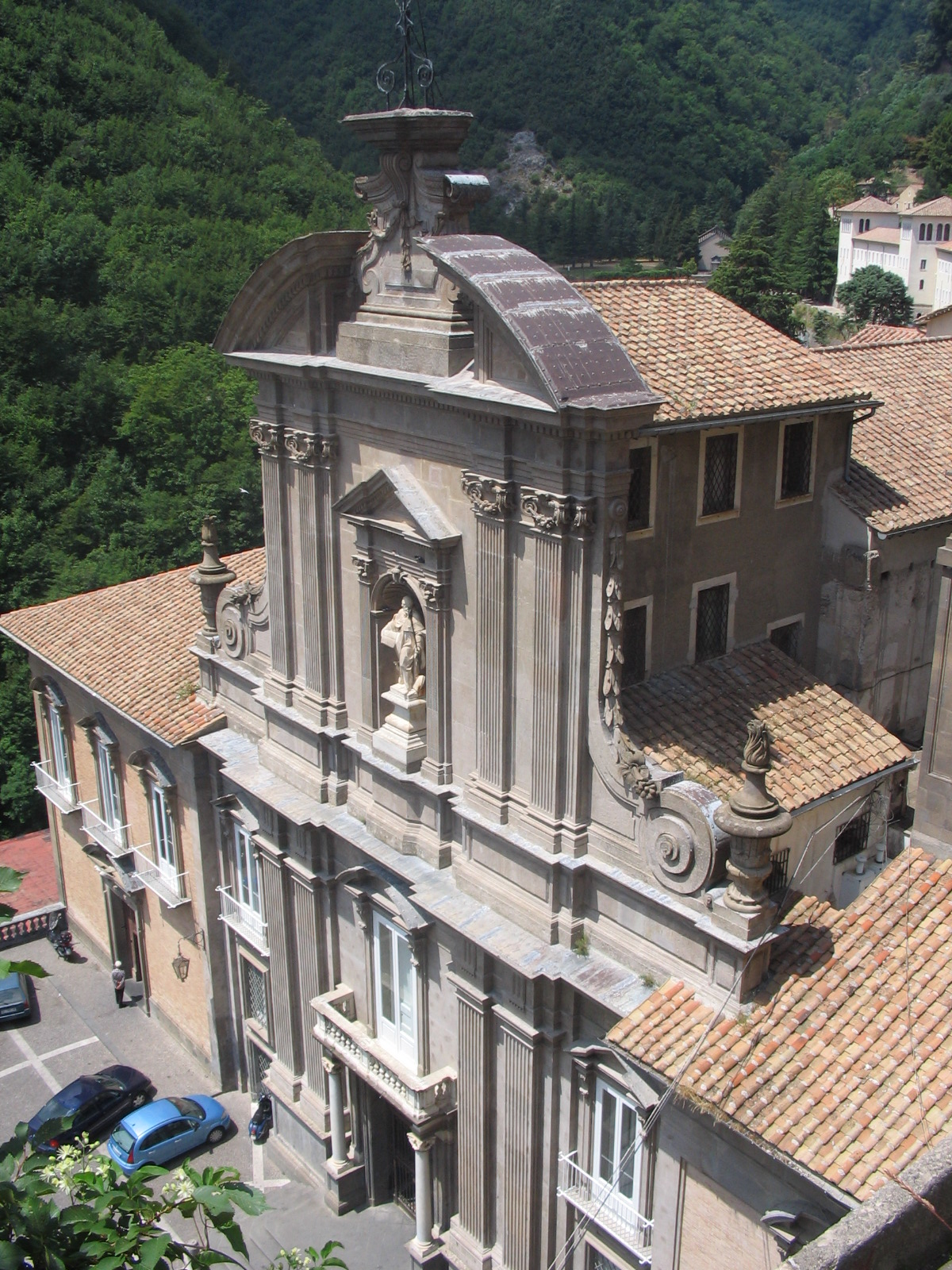
Benedictijnenabdij
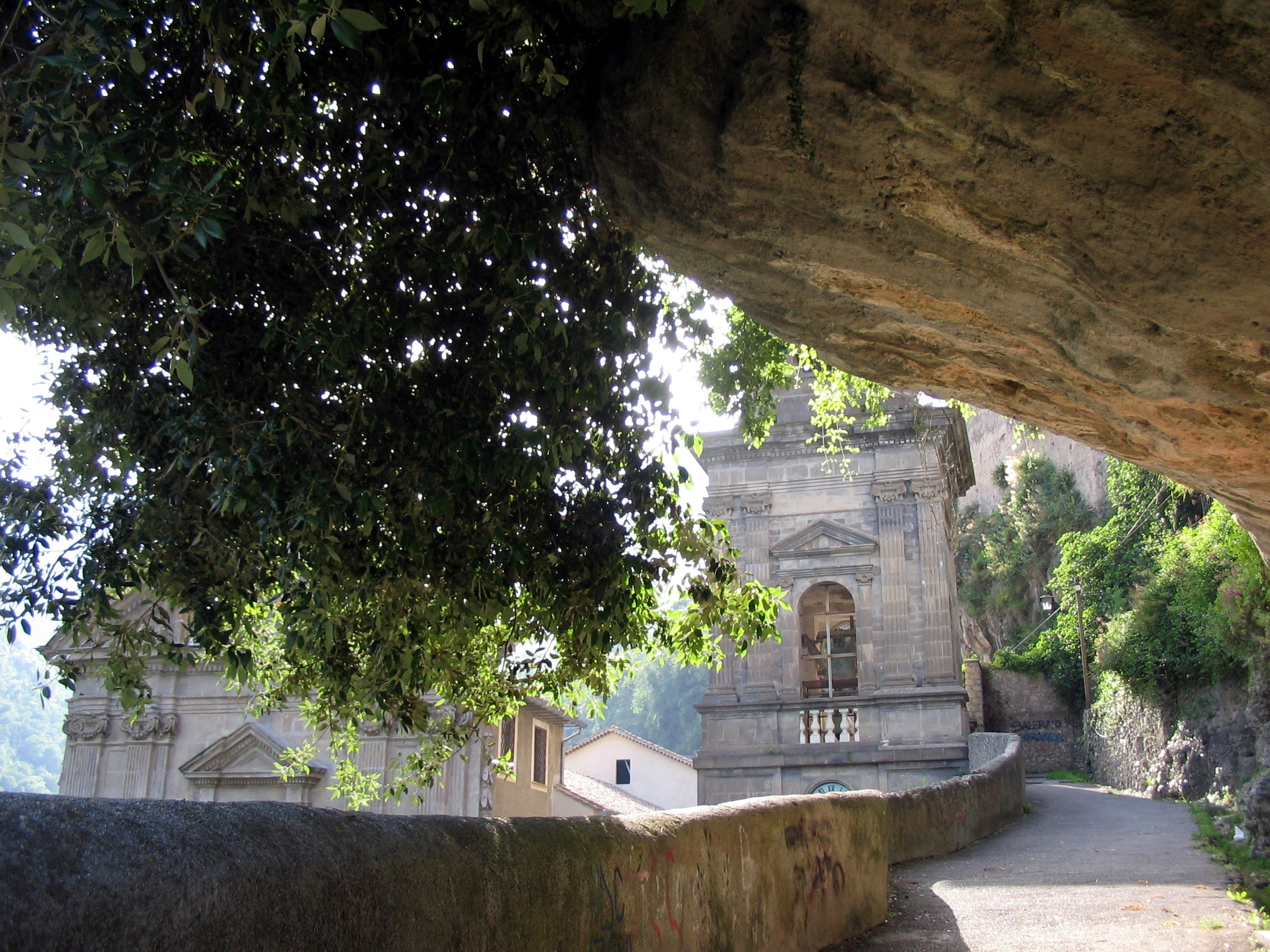
Benedictijnenabdij
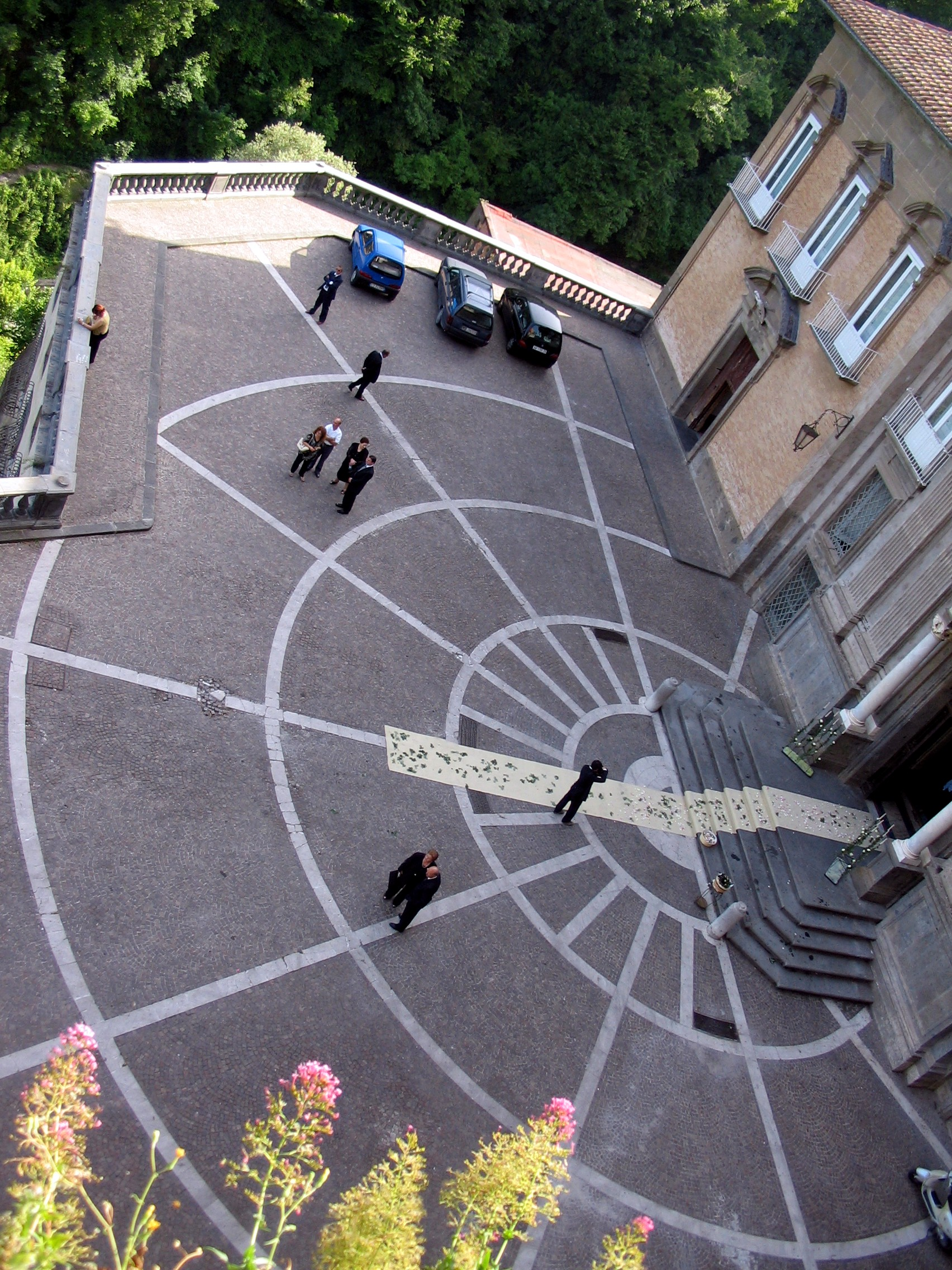
Vierkant de Abdij
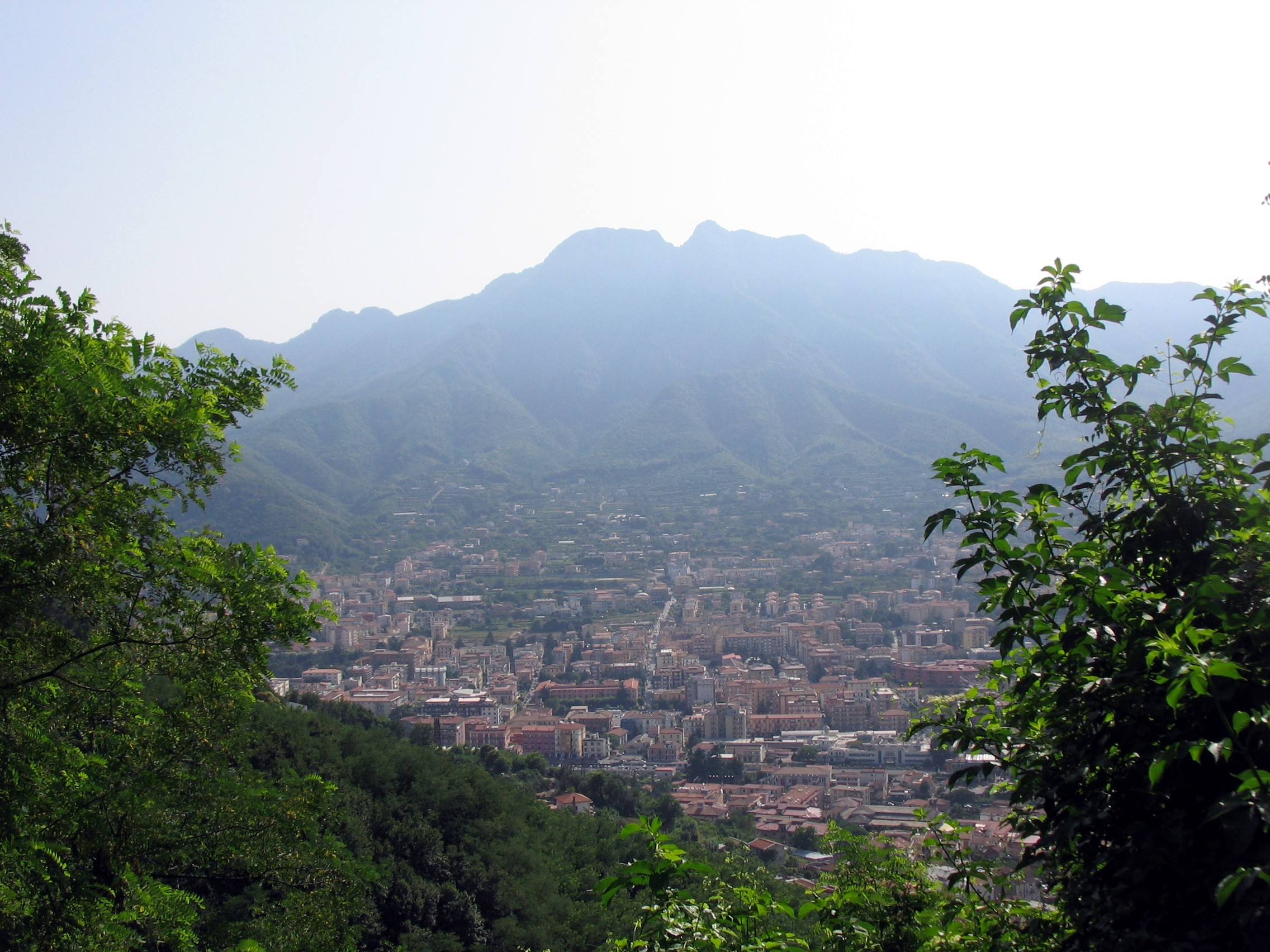
Panorama vanaf "La Serra"
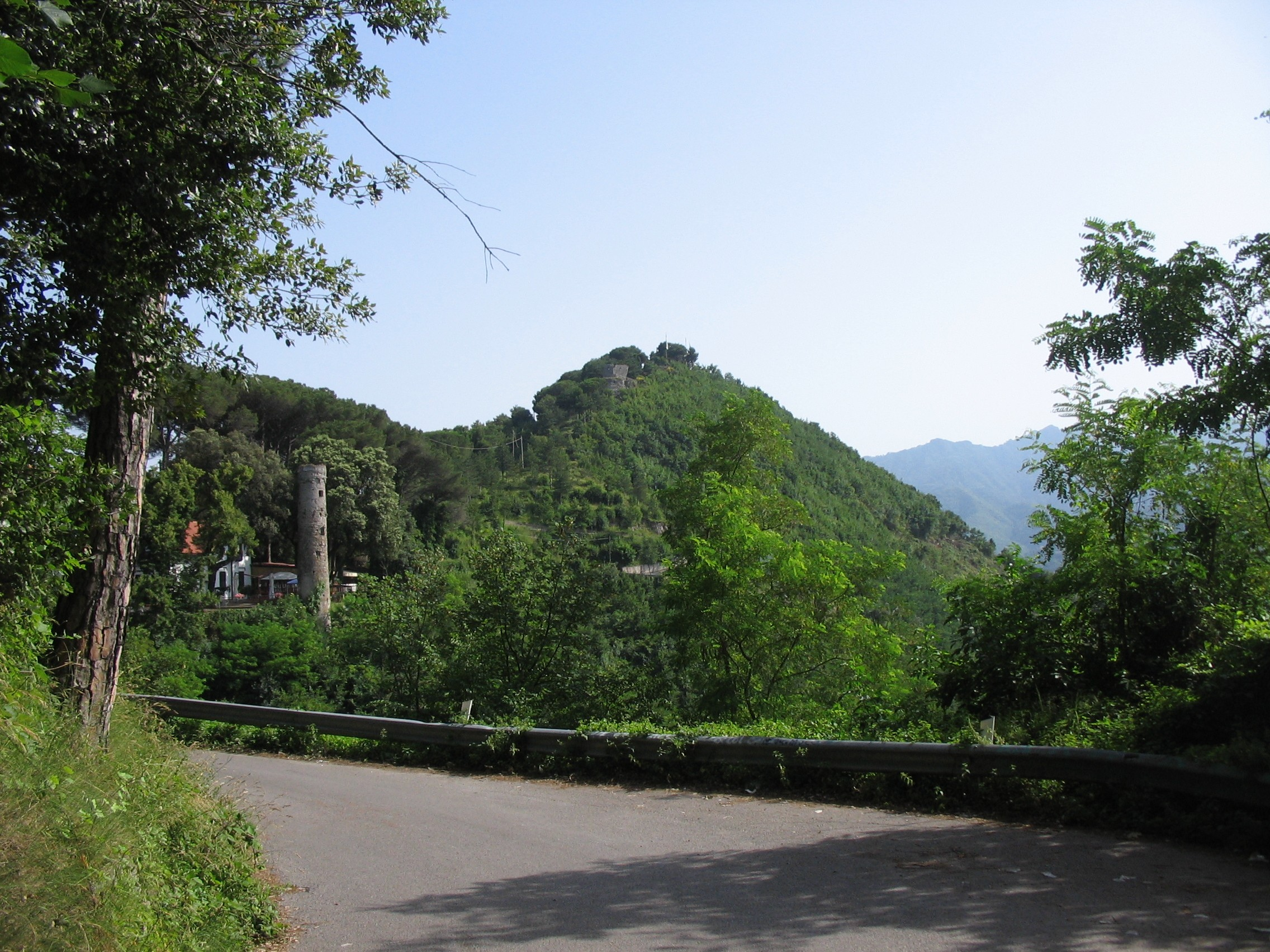
Berg Castello
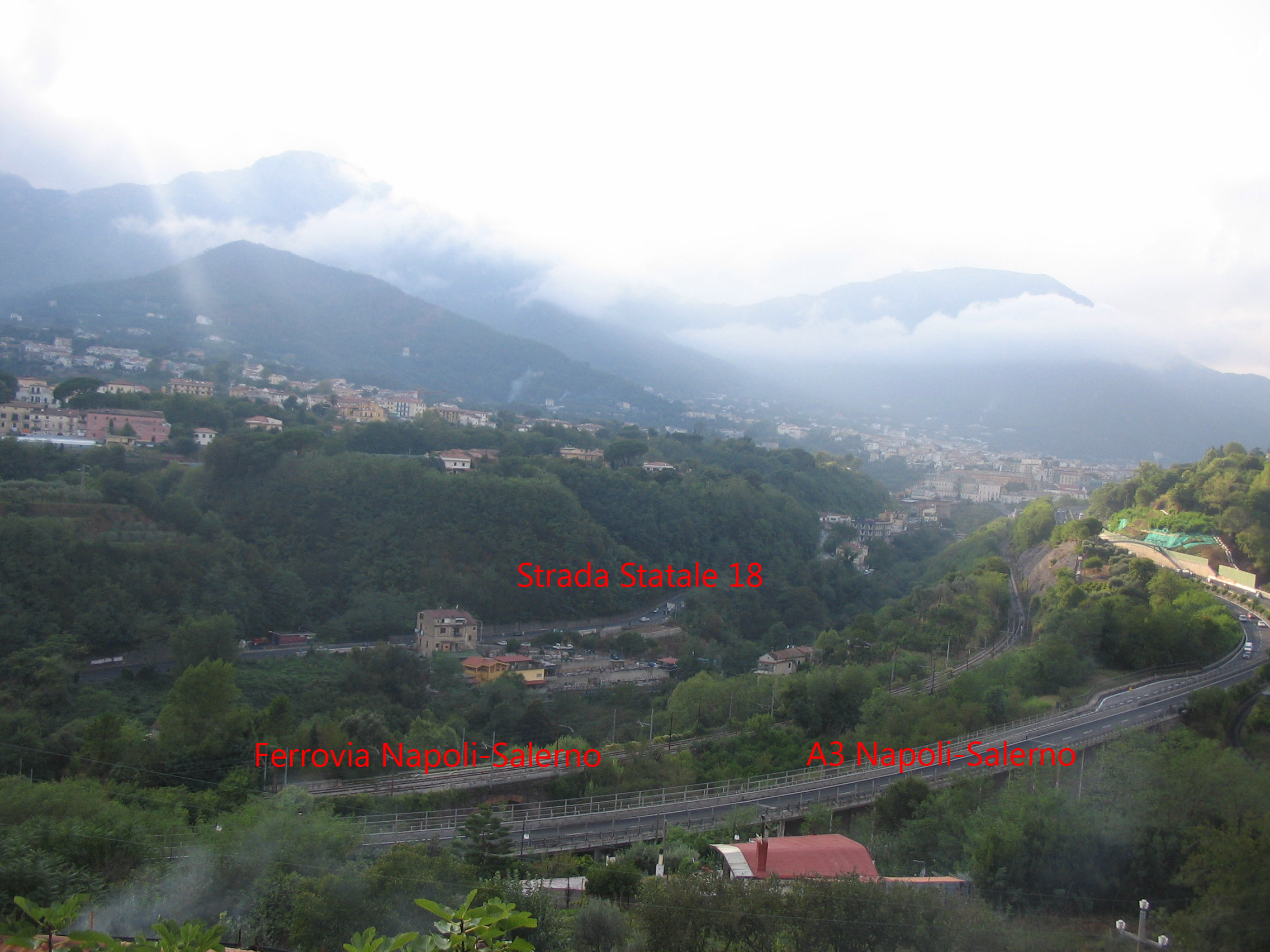
Panorama vanuit het zuiden (kant Salerno
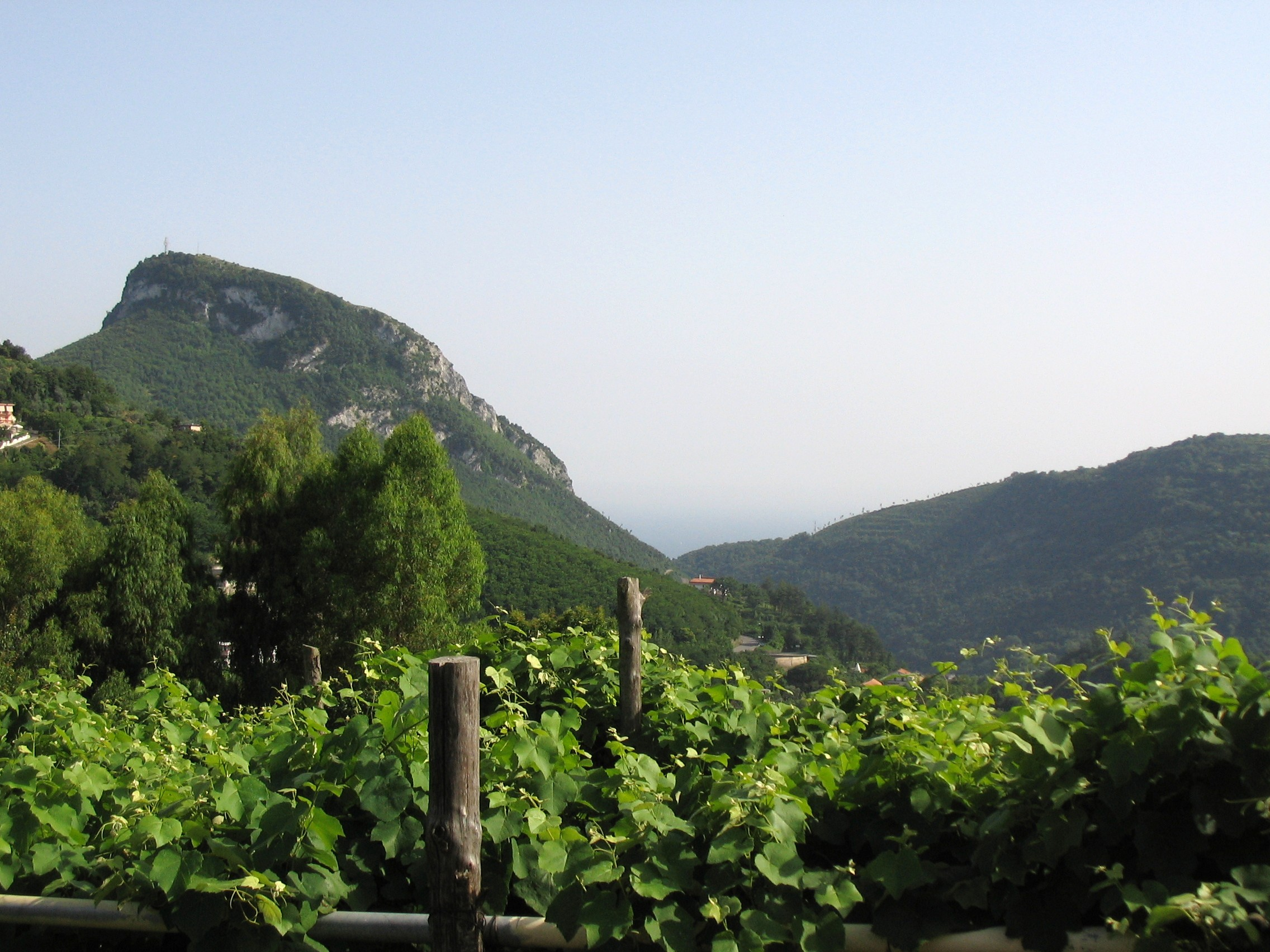
Panorama vanaf Dupino
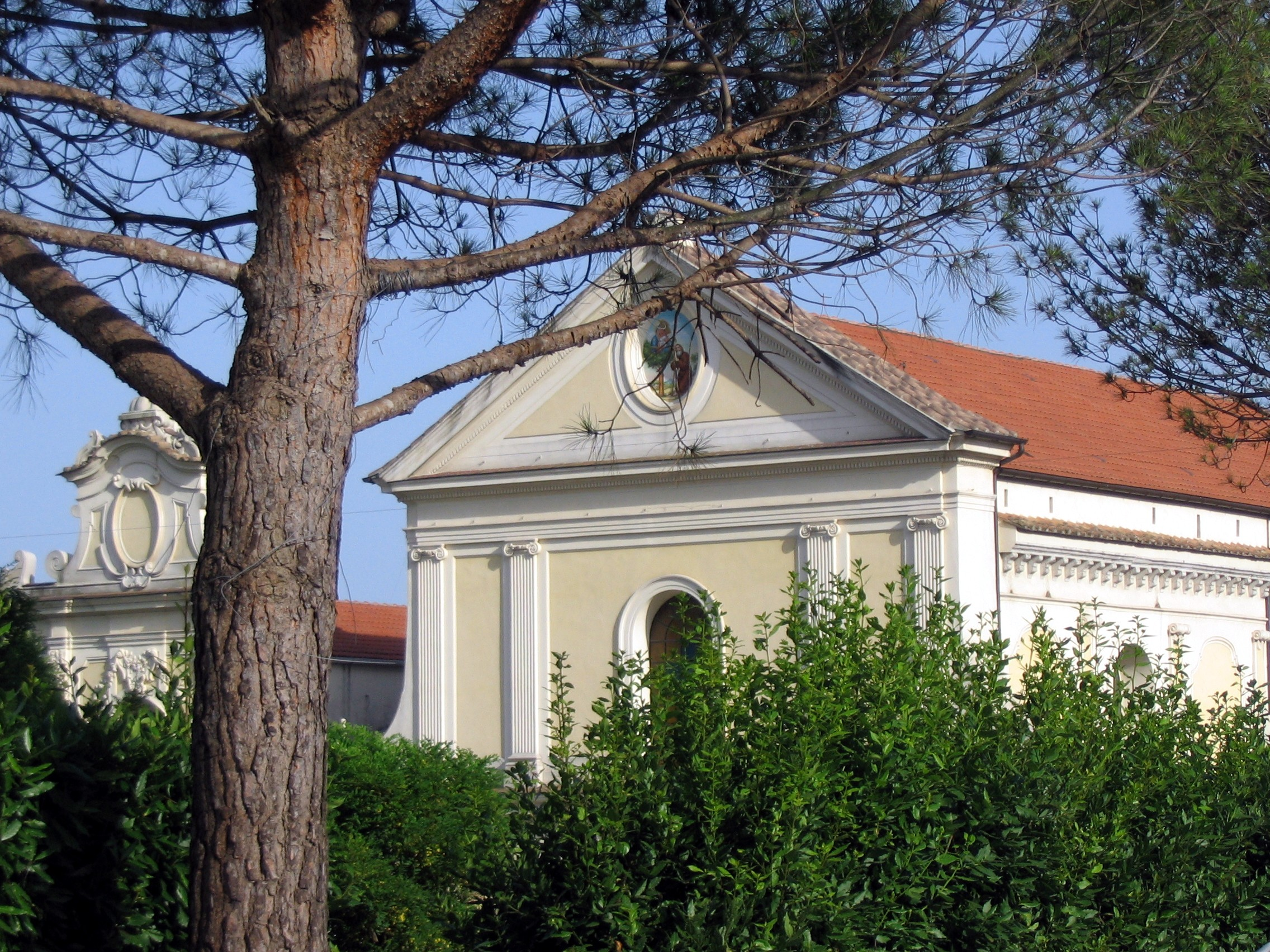
Kerk van de Madonna dell'Olmo (Iep)
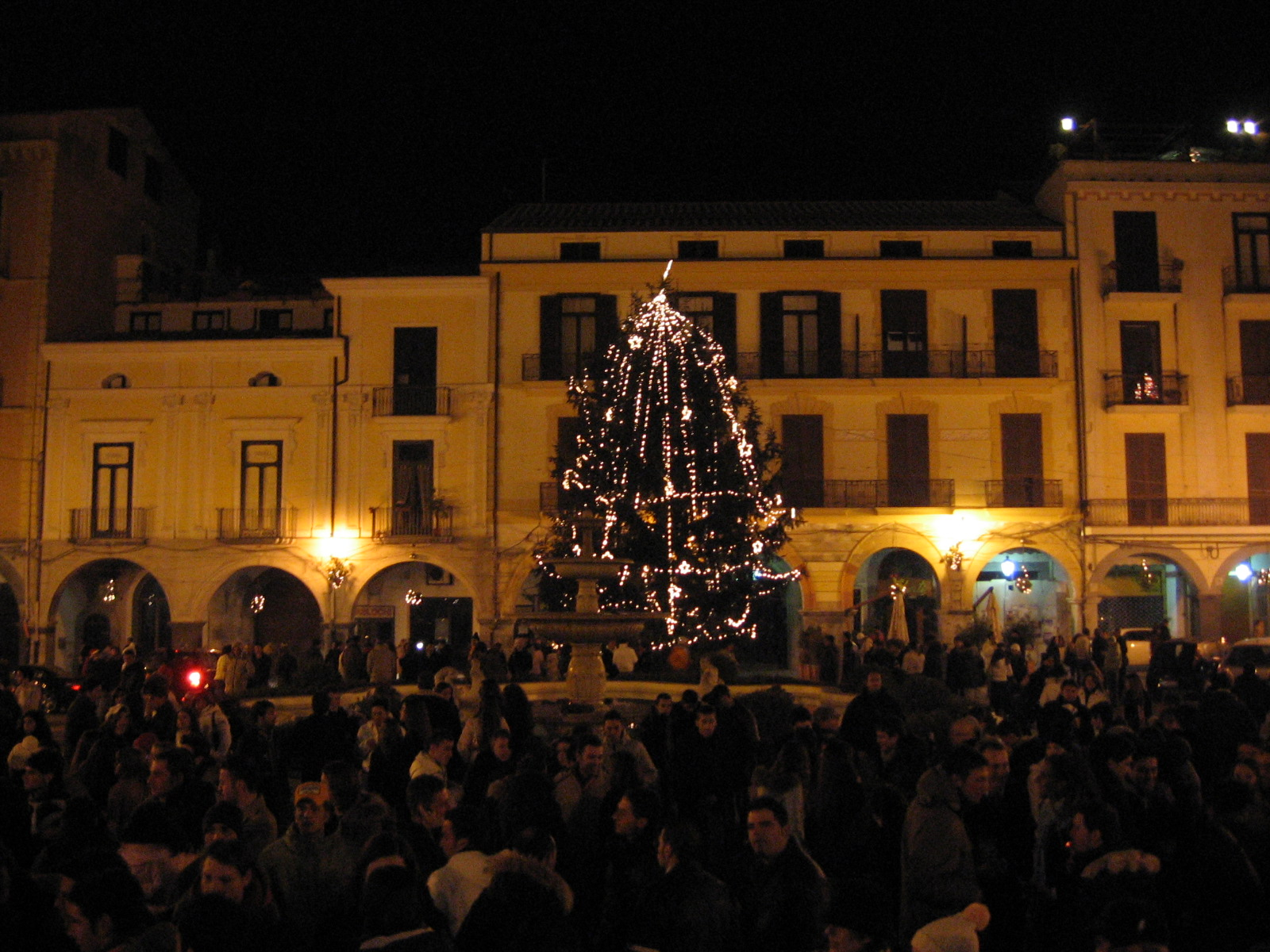
Domplein op Kerstmis

## Geboren in Cava de'Tirreni
- Giulio Genoino (1567-1648), volksmenner, jurist, arts en priester

## Partnersteden
- Kaunas, sinds 2007

## Geboren
- Antonietta Di Martino (1 juni 1978), atlete
- Stefano Sorrentino (28 maart 1979), voetballer